# Antti-Pekka Auvinen
Antti-Pekka Auvinen (* 1. Januar 1975) ist ein ehemaliger finnischer Telemarker und Skirennläufer.

## Werdegang
Auvinen begann 1995 international als alpiner Skirennläufer und startete bei FIS-Rennen in Skandinavien. Trotz zwischenzeitlich guter Resultate verpasste er den Sprung in den alpinen Nationalkader. Seinen letzten Start im alpinen Bereich absolvierte er bei den Finnischen Meisterschaften 1996 in Yllästunturi. Trotz vier Top-10-Platzierungen im Riesenslalom und Super G verpasste er Medaillenerfolge deutlich. Da ein Platz im Nationalteam damit auch weiter unwahrscheinlich blieb, zog er sich vorerst aus dem internationalen Sportgeschäft zurück.
1996 wechselte Antti-Pekka Auvinen zum Telemark-Skifahren. In den Jahren 2016–2001 erreichte er 9 nationale Meisterschaften und mehrere Top-3-Platzierungen bei der Weltmeisterschaft. Die höchste Leistung erzielte er 2001 im französischen Val Thorens, wo er Gold im Grand Slalom und Silber im Klassiker gewann. Offiziell gab er seine Rennkarriere im Jahr 2001 auf, erreichte aber 2011 nach einer 10-jährigen Pause das Weltcup-Finale und die Weltmeisterschaft in Norwegen im Telemark-Weltcup in Hafjell. Zwar blieb er ohne Punkteerfolg, konnte sich aber einen Startplatz bei der folgenden Telemark-Weltmeisterschaft 2011 in Rjukan sichern, wo er im Riesenslalom Rang 50, im Classic-Rennen Rang 45 und im Sprint Rang 43 erreichte.